# Pic de Becero
El Pic de Becero és una muntanya de 2.583 metres ubicada en el municipi de Lladorre, a la comarca del Pallars Sobirà. Es troba dintre del Parc Natural de l'Alt Pirineu.